# Aeroporto Internacional de Saskatoon John G. Diefenbaker
O Aeroporto Internacional de Saskatoon John G. Diefenbaker (IATA: YXE, ICAO: CYXE) é um aeroporto internacional localizado na cidade de Saskatoon, em Saskatchewan no Canadá. O aeroporto é servido por operadores de transporte de passageiros, correio e frete aéreo. É nomeado em honra de John Diefenbaker, que foi o 13º primeiro-ministro do Canadá. 
Para as chegadas internacionais, o aeroporto é classificado como um aeroporto de entrada pela Nav Canada e conta com a Agência de Serviços de Fronteiras do Canadá (CBSA). Oficiais da CBSA neste aeroporto podem lidar com aeronaves com no máximo 200 passageiros. No entanto, eles podem lidar com até 300 se a aeronave for descarregada em etapas. 